# روكي وود
روكي وود (بالإنجليزية: Rocky Wood)‏ هو كاتب غير روائي نيوزيلندي، ولد في 19 أكتوبر 1959 في ويلينغتون في نيوزيلندا، وتوفي في 1 ديسمبر 2014 في ملبورن في أستراليا بسبب تصلب جانبي ضموري.